# 柳毅傳書
柳毅傳書，也作柳毅奇緣，是中國四大民間傳說之一，起源于唐代德宗年間由李朝威所著的傳奇小説《柳毅傳》。

## 故事梗概
故事講述湖北人柳毅在前往長安赴考落榜归途中，在涇陽遇到一位女子在冰天雪地中牧羊。多次打聽之下，才知道原來對方乃是洞庭湖的龍宮三公主，遠嫁給涇水龍王十太子。可惜小龍王生性風流，娶妻之後不單沒有圓房，連碰也沒有碰過她。龙女三公主獨守空房之餘，又被翁姑欺凌，帶負責降雨降雪的羊群到江邊放牧。周遭水族禽鳥懾於龍王聲威，都不敢為三公主傳書回家求救。柳毅義憤填膺，答應放棄科舉的機會返回家鄉送信。
柳毅回到洞庭湖畔，為三公主送信往龍宮。洞庭君聽聞哀慟不已，然礙於與涇陽君的多代的政治聯姻，想息事寧人，反觀洞庭君的弟弟錢塘君則大表氣憤，帶水軍前往解救三公主，殺了涇水十太子。三公主回宮後，為柳毅奉酒答謝。錢塘君見二人眉目傳情，欲撮合二人。但柳毅礙於沒有媒人作中介，以及介懷自己間接殺了三公主的丈夫，所以拒絕了婚事。
柳毅回到地面之後，經常望湖興嘆；而三公主亦對柳毅日夜掛念。雙方家長為了子女的前途而大然思量。柳毅的母親決意為柳毅尋找媳婦；而錢塘君由於錯手殺了三公主的丈夫而耿耿於懷，決意化身為媒婆前往柳家說媒。二人於是有情人終成眷屬。

## 评价
整個故事体现了正义得伸的美好梦想，是一個浪漫与现实交织在一起的著名民間傳説，並被許多戏曲剧种採用。

## 改編
明末清初李漁《蜃中樓》改編自《柳毅傳書》與《張生煮海》